# Ecton
Ecton is een civil parish in het bestuurlijke gebied Wellingborough, in het Engelse graafschap Northamptonshire met 466 inwoners.